# The Audition (cortometraje)
The Audition es un cortometraje del 2000 escrito y dirigido por Chad Lowe. Aparece su novia en ese entonces Hilary Swank. La película fue el debut de Lowe como director. 
La película salió al aire en Showtime. Lowe dijo que tenía la intención de hacer una versión de largometraje para festivales.

## Elenco
- Hilary Swank
- Chad Lowe
- Brittany Murphy como Daniella.
- Lisa Arning como Nikki.
- Jason Bryden
- Nicki Micheaux como Janet.
- Shaker Paleja como Pablo.